# Clash Records
Clash Records is een Nederlands onafhankelijk platenlabel opgericht in 2001 door Jason Köhnen, beter bekend als Bong-ra. Clash brengt enkel het 7-inch vinyl formaat uit, als hommage aan de DIY reggae 7-inch uitgaves in Jamaica in de jaren 60 en '70.